# 14de Oscaruitreiking
De 14de Oscaruitreiking, waarbij prijzen worden uitgereikt aan de beste prestaties in films in 1941, vond plaats op 26 februari 1942 in het Biltmore Hotel in Los Angeles, Californië. De ceremonie werd gepresenteerd door Bob Hope.
De grote winnaar van de 14de Oscaruitreiking was How Green Was My Valley, met in totaal 10 nominaties en 5 Oscars.

## Winnaars

### Films
| Categorie  | Winnaar                 | Regie     |
| ---------- | ----------------------- | --------- |
| Beste Film | How Green Was My Valley | John Ford |

### Acteurs
| Categorie                  | Winnaar       | Film                    |
| -------------------------- | ------------- | ----------------------- |
| Beste Mannelijke Hoofdrol  | Gary Cooper   | Sergeant York           |
| Beste Vrouwelijke Hoofdrol | Joan Fontaine | Suspicion               |
| Beste Mannelijke Bijrol    | Donald Crisp  | How Green Was My Valley |
| Beste Vrouwelijke Bijrol   | Mary Astor    | The Great Lie           |

### Regie
| Categorie       | Winnaar   | Film                    |
| --------------- | --------- | ----------------------- |
| Beste Regisseur | John Ford | How Green Was My Valley |

### Scenario
| Categorie                | Winnaar                        | Film                  |
| ------------------------ | ------------------------------ | --------------------- |
| Beste Origineel Scenario | Herman Mankiewicz Orson Welles | Citizen Kane          |
| Beste Bewerkt Scenario   | Sidney Buchman Seton Miller    | Here Comes Mr. Jordan |

### Speciale prijzen
| Categorie                             | Winnaar                                                                            |  |
| ------------------------------------- | ---------------------------------------------------------------------------------- |  |
| Honorary Award                        | Leopold Stokowski, Walt Disney, William Garity, John Hawkins en Target for Tonight |  |
| The Irving G. Thalberg Memorial Award | Walt Disney                                                                        |  |